# علی مطهری (نماینده زرند)
علی مطهری سیاستمدار اصولگرای ایرانی است. او نماینده دوره‌های دوم و چهارم از حوزه انتخابیه زرند بود و در انتخابات مجلس دهم نیز نامزد شد.